# Lophopsittacus
Lophopsittacus is een uitgestorven geslacht van vogels uit de familie van de Psittaculidae (papegaaien van de Oude Wereld). De wetenschappelijke naam van het geslacht is voor het eerst geldig gepubliceerd in 1875 door Newton.

## Soorten
De volgende soort is bij het geslacht ingedeeld:
- † Lophopsittacus mauritianus – Breedbekpapegaai